# بالدیو سینگ (بازیکن بسکتبال)
بالدیو سینگ (انگلیسی: Baldev Singh؛ زادهٔ ۳ ژانویهٔ ۱۹۵۱)  بازیکن بسکتبال اهل هند بود. وی در بازی‌های المپیک تابستانی ۱۹۸۰ شرکت کرده‌است.